# السلعا (وشحة)

تعديل مصدري - تعديل

السلعا هي إحدى قرى عزلة ضاعن بمديرية وشحة التابعة لمحافظة حجة، بلغ تعداد سكانها 48 نسمة حسب تعداد اليمن لعام 2004.